# Moderato en sol
Le Moderato en sol, op. 162, est une œuvre de la compositrice Mel Bonis, datant de 1935.

## Composition
Mel Bonis compose son Moderato en sol pour orgue et pédalier ad lib. L'œuvre est dédiée à Madeleine Quinet. Il existe trois manuscrits portant chacun comme inscription « Pièce pour orgue », « Moderato, pièce pour orgue ou harmonium » et « chez Hérelle, éditeur rue de l'Odéon ». L'œuvre est publiée d'abord aux éditions Carrara, en 1935. Elle est publiée à titre posthume sous le titre « Offertorio » par la même maison d'édition en 1971, puis par les éditions Armiane en 2011.

## Analyse
Le Moderato devait faire partie d'un projet de Dix Pièces pour orgue, avec l'Andante religioso, le Choral, le Prélude en sol mineur, la Communion, l'Offertoire, l'Adagio, la Pastorale, l'Idylle et la Sortie.
L'organiste Henri Letocart est notamment intervenu pour la registration et l'adaptation de certaines pièces dont fait partie le Moderato. L'œuvre a une forte parenté avec les pièces pour orgue de César Franck.
Cette pièce porte comme titre une indication du tempo général. On retrouve dans le Moderato une écriture typiquement organistique qui est celle de l'écriture en carillon, ainsi qu'une écriture répétitive semblable à celle du Cortège nuptial et de l'Offertoire.

## Discographie
- Bonis: L'œuvre pour orgue, Georges Lartigau (orgue), Ligia, 2018.

## Sources
- Étienne Jardin, Mel Bonis (1858-1937) : parcours d'une compositrice de la Belle Époque, 2020 (ISBN 978-2-330-13313-9 et 2-330-13313-8, OCLC 1153996478, lire en ligne)